# ARKanoid
ARKanoid – wspólny album studyjny polskich raperów: AbradAba, Rahima oraz Kleszcza. Wydawnictwo ukazało się 13 listopada 2020 roku nakładem wytwórni muzycznej MaxFloRec.

## Lista utworów
| Nr  | Tytuł utworu          | Długość |
| --- | --------------------- | ------- |
| 1.  | „Apetyt”              | 3:59    |
| 2.  | „Co 3 To Nie 2”       | 3:48    |
| 3.  | „Co Tam Słychać?”     | 4:04    |
| 4.  | „ACDC”                | 3:18    |
| 5.  | „Babeł”               | 4:27    |
| 6.  | „Szydło”              | 4:09    |
| 7.  | „OBP”                 | 4:17    |
| 8.  | „Matriks”             | 4:19    |
| 9.  | „Kto Pyta” (Ten Pyta) | 3:12    |
| 10. | „Małpy”               | 3:07    |
| 11. | „Plac Zabaw”          | 3:11    |
| 12. | „Apsik”               | 3:44    |
|     |                       | 45:35   |

## Notowania na listach sprzedaży
| Terytorium | Lista | Pozycja | Źr.   |
| ---------- | ----- | ------- | ----- |
| Polska     | OLiS  | 7       | [ 3 ] |